# Hōjō Ujinori
Hōjō Ujinori (北条 氏規?; 1545 – 22 marzo 1600) è stato un samurai giapponese appartenente al clan Hōjō durante il periodo Sengoku.
Quarto figlio di Hōjō Ujiyasu, sebbene la sua data di nascita resti incerta.
Da ragazzo Ujinori fu mandato come ostaggio alla capitale di Imagawa Yoshimoto, Sumpu (provincia di Suruga), dove conobbe Tokugawa Ieyasu, ostaggio pure lui, col quale iniziò una lunga amicizia. Ritornò più tardi dagli Hōjō e si stabilì al castello di Nirayama, la principale fortezza Hōjō nella provincia di Izu. Prima dell'assedio di Odawara del 1590, Ujinori viaggiò a Kyoto per cercare un'intermediazione tra Hōjō Ujimasa, Hōjō Ujinao e Toyotomi Hideyoshi. Anche se i negoziati fallirono, si distingue per la sua intelligenza ed il suo nobile portamento. Durante l'assedio di Odawara (maggio-luglio 1590) continuò ad agire come negoziatore. Una delle clausole per la fine dell'assedio fu la consegna del castello ed il seppuku di Hōjō Ujimasa e di Hōjō Ujiteru. Ujinori, come assistente, dovette mozzare le loro teste con un colpo. Stava per volgere la spada contro se stesso, quando Ii Naomasa gli bloccò la mano e lo impedì.
In seguito gli fu assegnato il feudo di Sayama del valore di circa 10.000 koku nella provincia di Kawachi e adottò Hōjō Ujimori. Morì di vaiolo nel 1600.